# Aplidium aegeaensis
Aplidium aegeaensis är en sjöpungsart som beskrevs av Koukouras et al. 1995. Aplidium aegeaensis ingår i släktet Aplidium och familjen klumpsjöpungar. Inga underarter finns listade i Catalogue of Life.